# Нумідія
Нумідія (грец. Νουμιδία, Νομαδία, Νομαδική, лат. Numidia) — в античності область у Північній Африці, що займала східну частину сучасного Алжиру.

## Історія

Держави масіліїв і масесиліїв близько 220 року до н.е.

Поступовий перехід кочових племен нумідійських массилів і масесилів (масайсиліїв) до землеробства та осілого скотарства наприкінці 1 тисячоліття до н. е. супроводжувався виникненням і розвитком міст (Цирта — головне місто, Тугга, Тевесте, Сікка та інші) й полісної організації в них.
У 3 столітті до н. е. Нумідія була підкорена Карфагеном. Нумідійці неодноразово повставали проти карфагенського панування. Розсіяні раніше нумідійські племена близько 274 року до н.е. об'єдналися у дві великі та ворогуючі племінні групи: масіліїв у східній Нумідії на чолі із Зелалсеном та масесилів на заході. Нумідійські царі часто бралися за зброю проти спроб вторгнення на їхню територію. Масілійський цар Гала воював з карфагенянами, перш ніж стати їхнім союзником. Потім Карфаген вирішив об'єднатися з Сіфаксом, царем масесиліїв. Цей новий союз був скріплений його шлюбом із Софонісбою, донькою карфагенського полководця Гасдрубала Гіскона.

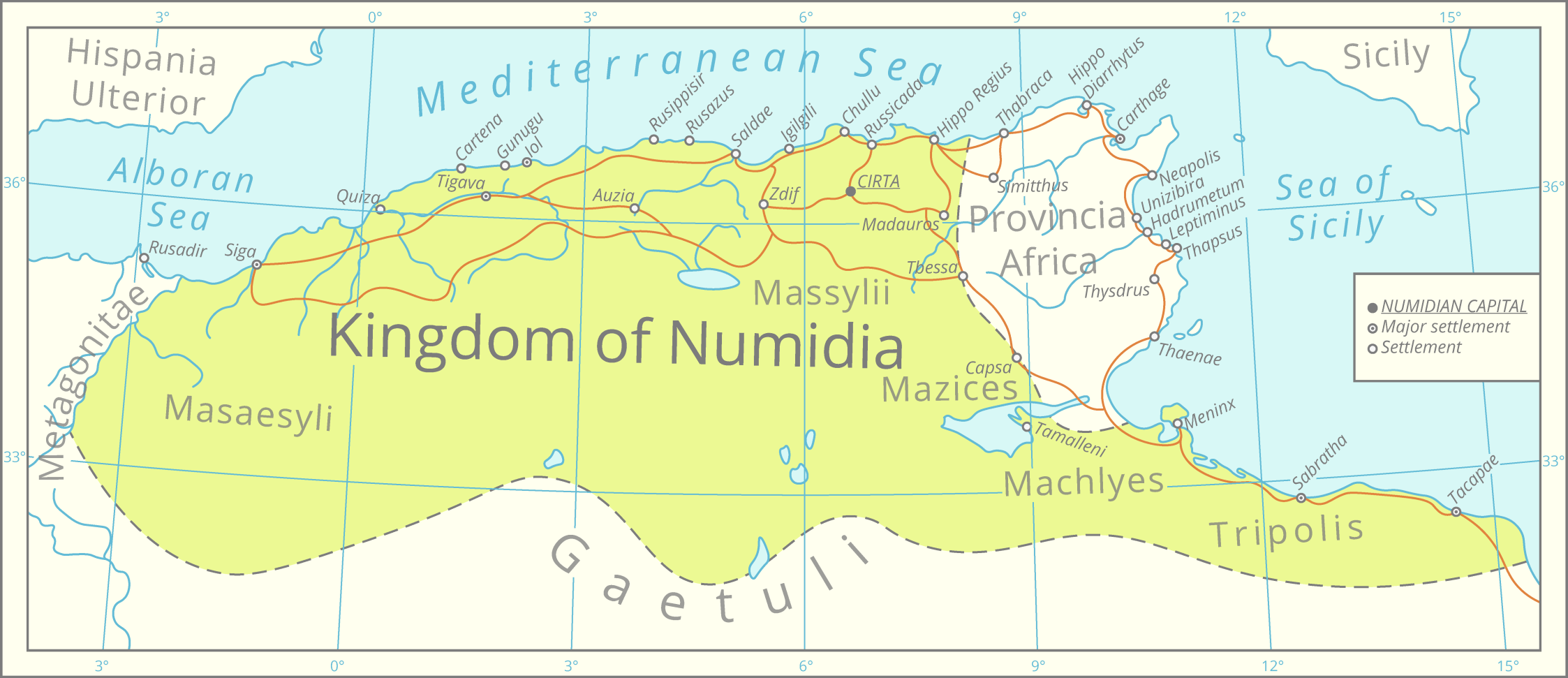
Нумідія за часів Масинісси

У період Другої Пунічної війни (218—201 роки до н. е.) цар східної частини Нумідії Масинісса спочатку був на боці Карфагену, але згодом розірвав з останнім, 203 року до н.е. переміг Сіфакса й надавав римлянам допомогу, за що вони допомогли йому стати в 201 до н. е. правителем всієї Нумідії. За Масинісси (правив в 201—149 до н. е.) Нумідійське царство сильно зміцнилося: розширилися його території, виросли міста, посилилися торгові зв'язки з усім Середземномор'ям.
Побоючись посилення Нумідії після смерті у 148 році до н. е. Масинісси римський сенат розділив владу над державою разом з братами Гулусою, Міціпсою та Мастанабалом. Близько 140 року до н.е. після смерті братів Міціпса об'єднав царство. Він прийняв під своє заступництво тисячі втікачів із зруйнованого римлянами Карфагена, намагаючись водночас підтримувати доброзичливі відносини з Римом. 118 року до н.е. після смерті Міціпси державу було розділено між його синами Гіемпсалом I та Адгербалом і небіжем Югуртою.
У 111—105 до н. е. нумідійський цар Югурта вів війну з Римом, але зазнав поразки, потрапив у полон і був страчений. У 46 до н. е. територія Нумідії була перетворена на римську провінцію Нова Африка.
В 429—430 нашої ери Нумідія завойована вандалами, в 533 — візантійцями. У 7 столітті територію Нумідії захопили араби.

## Мова
Нумідійці розмовляли берберською мовою. 

## Міста
- Нова-Барбара

## Військо

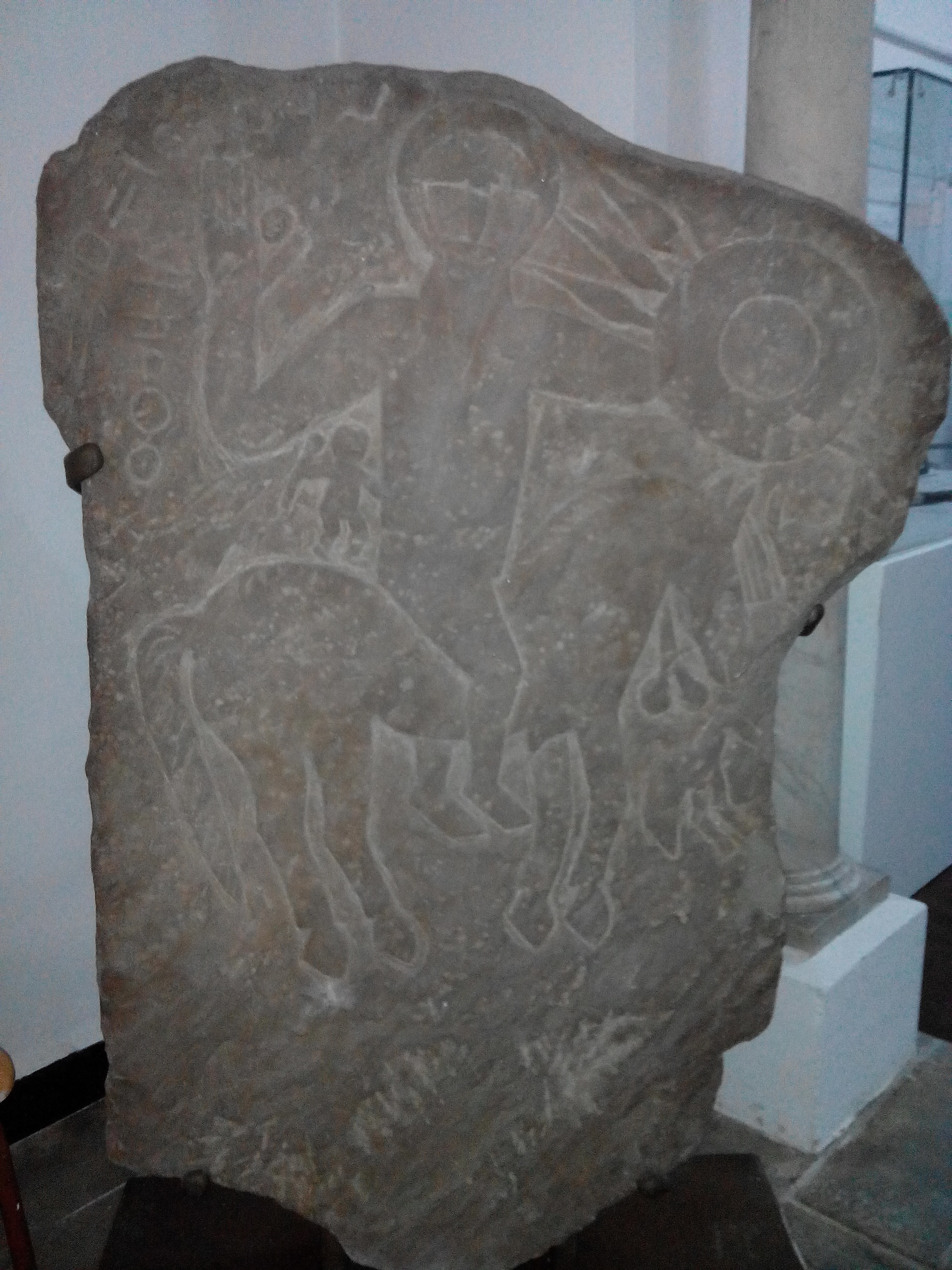
Стела. Нумідійський вершник

Нумідійська кіннота була відома як найефективніша легка кіннота в стародавньому Середземномор'ї, відіграючи вирішальну роль в арміях як Карфагена, так і Риму. Незважаючи на відсутність обладунків, просту зброю та рудиментарне спорядження, їхня неперевершена майстерність верхової їзди робила їх безцінними. Нумідійські вершники, яких навчали з дитинства, опанували їзду верхи без сідел та вуздечок, використовуючи лише простий повод та дерев'яний жезл для керування своїми витривалими, швидкими та невибагливими кіньми. Їхній тісний зв'язок з конями дозволяв їм здійснювати визначні подвиги, такі як перехід на запасного коня посеред бою. Їхня особлива тактика спиралася на швидкість та мобільність. Використовуючи стратегії «вдар та втік», вони переслідували ворожі формування списами, уникаючи прямого бою. Цей підхід, розвинений з практики рейдів кочівників, мінімізував втрати, водночас заважаючи супротивникам. Вони досягли успіху в розвідці, рейдах та підтримці більших армій, тримаючи ворогів у нерівновазі. 
Нумідійські царі постачали римлянам африканських лісових слонів (Loxodonta cyclotis). Ці слони, менші за чагарникових слонів, були запозичені у карфагенян, які ефективно використовували їх під час війн. Спочатку слони несли лише погонича коней, оскільки їх розмір та лютість були достатніми для бою. Але до I ст. до н. е. слони нумідійського війська були оснащені баштами.
Цицерон розповідає , що нумідійський цар мав військовий флот для захисту своєї торгівлі. В одній історії флот Масинісси відплив на Мальту та конфіскував великі колони зі слонової кістки з храму Юнони, повернувся до Нумідії та передав їх  цареві. 

## Економіка
Було розвинено землеробство. Нумідія була відома своїми врожаями, насамперед високоякісною пшеницею, ячмінем, салатом, квасолею. З 200 року до н.е. Нумідія поставляла Риму десятки тон пшениці та ячміню, постачання яких лише збільшувалося. У 179 році до н.е. Масинісса отримав золоту корону від мешканців Делосу, оскільки надіслав їм корабель зерна.
Нумідійське царство підтримувало торговельні відносини з Римською республікою, а також з елліністичним світом, включаючи Родос, Афіни та Делос. Царі заохочували купців з Еллади селитися в містах Нумідії.  Царство захопила більшість відомих карфагенських портів, які були одними з найважливіших у Середземномор'ї.  

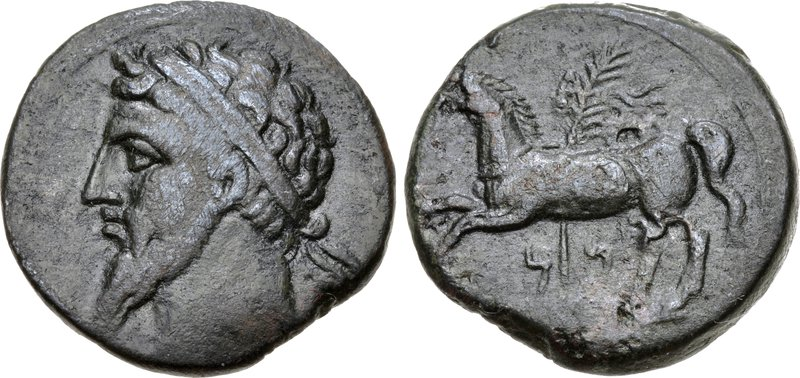
Монета Масинісси чи Міціпси

Хоча карбування монет у Нумідії передувало Масиніссі, воно значно розширилося за часів його правління. Це збільшення обігу монет приписується Масиніссі. Ці монети, виготовлені з свинцю або бронзи, використовувалися для внутрішньої торгівлі. Торгівля також передбачала сплату податків зерном сільським населенням. Для зовнішньої торгівлі Нумідія отримувала золоті та срібні монети від інших країн в обмін на нумідійський експорт, такий як зерно, слонова кістка, страусине пір'я та яйця, екзотичні тварини для цирків та деревина, насамперед тоджа. Імпортувала метали та кераміку.

## Релігія
Міста поклонялися Баал-Хаммону та іншим фінікійським божествам, тоді як сільські громади шанували місцевих богів і духів. Деякі лівійські групи також поклонялися небесним тілам, таким як Сонце та Місяць. Вони були анімістами та політеїстами; деякі з їхніх вірувань збереглися донині серед берберів, такі як обряди дощу або віра в духів-охоронців.
До V століття на теренах Нумідії існувала Ново-Барбарська діоцезія Католицької церкви. 1933 року на згадку про неї створено католицьке титулярне єпископство.

## Культура

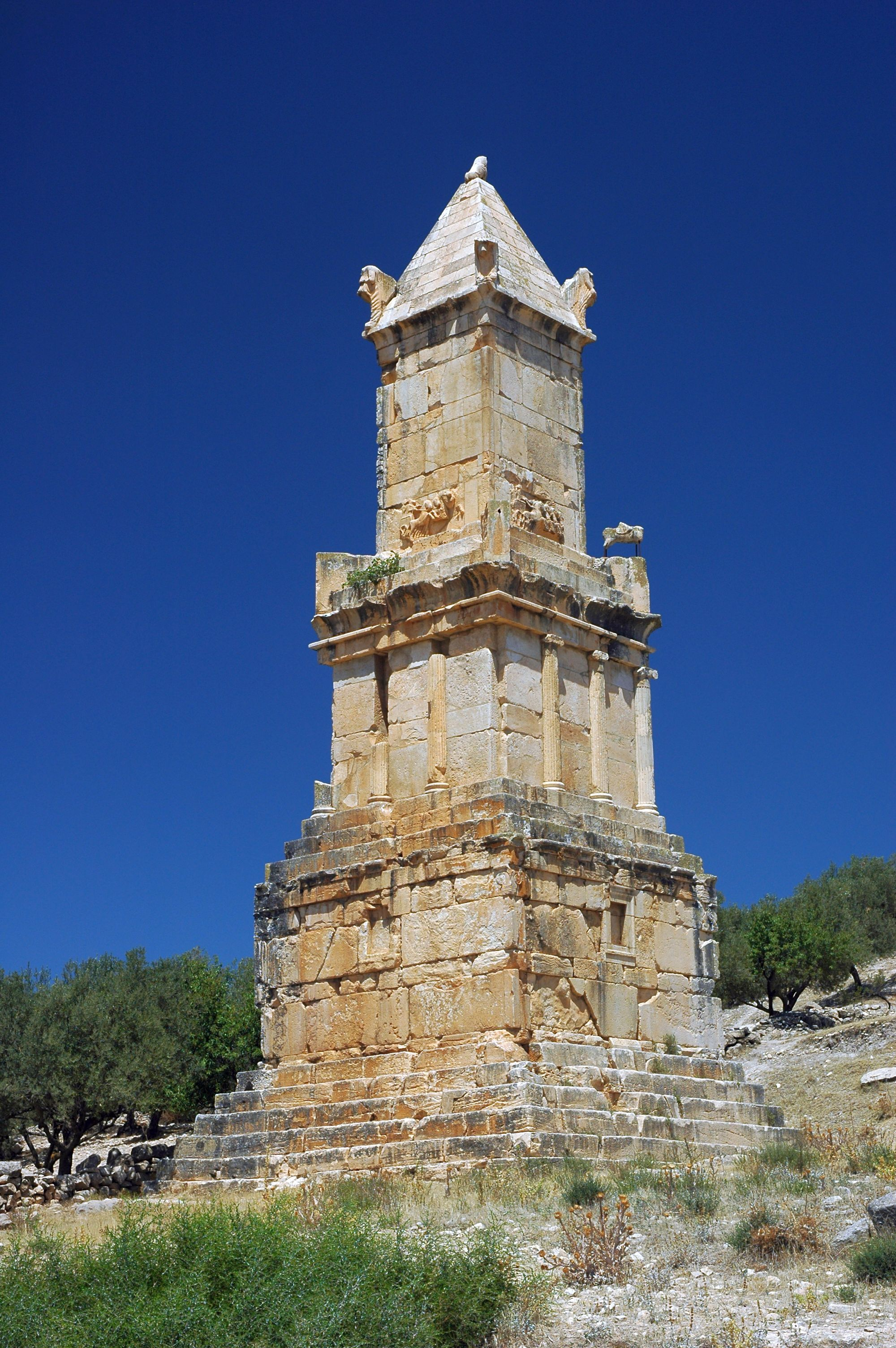
Мавзолей у Тіззі

Архітектурної пам'ятники складаються з гробниць, курганів та святилищ. Деякими прикладами цих споруд є мавзолей Тугги, гробниця Бені Ренане, гробниця в Хенчур Бургу на Джербі, а також дві гробниці-кургани, відомі як Медрасен. Також є вівтарі, побудовані в Сіміттусі та Кбор Клібі. 

## Царі Нумідії
- Гала (?-206 до н. е.)
- Езалк (206 до н. е.)
- Капусса (206 до н. е.)
- Лакумаз (206—205 до н. е.)
- Сіфакс (205—203 до н. е.)
- Верміна (203 до н. е.)
- Масинісса (205—148 до н. е.)
- Міціпса (148—118 до н. е.)
- Мастанабал (148—146 до н. е.)
- Гулуса (148—143 до н. е.)
- Югурта (118—106 до н. е.)
- Адгербал (118—112 до н. е.)
- Гіємпсал I (118—117 до н. е.)
- Гауда (105-88 до н. е.)
- Гіємпсал II (88—87 до н. е.) — вперше
- Мастанабал II (88-87 до н. е.)
- Іарб (87—81 до н. е.)
- Масинісса II (82-81 до н. е.)
- Гіємпсал II (81—60 до н. е.) — вдруге
- Юба I(60—46 до н. е.)
- римська провінція (46-30 до н. е.)
- Юба II(30—23 до н. е.)